# RhB ABe 4/4
ABe 4/4 ist die Typenbezeichnung für laufachslose vierachsige Elektrotriebwagen mit Erst- und Zweitklassabteil in der Schweiz. Bis 1956 wurden solche Fahrzeuge als BCe 4/4 bezeichnet. Die Rhätische Bahn (RhB) und eine ihrer Vorgängerinnen, die Berninabahn, beschafften unterschiedliche Typen, die teilweise zur Unterscheidung mit einem Index mit römischen Zahlen versehen wurden.

## ABe 4/4 3, 6–8, 11

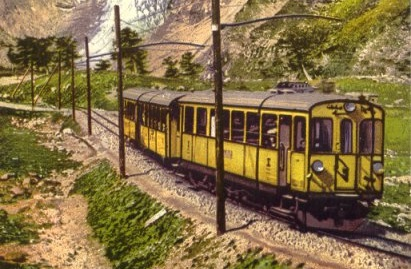
Berninabahn BCe 4/4

→ Abschnitt Triebwagen der Berninabahn (BB) im Artikel RhB ABe 4/4 I
Anlässlich ihrer Eröffnung beschaffte die mit 1000 Volt Gleichspannung betriebene Berninabahn in den Jahren 1908 und 1909 die damals sehr fortschrittlichen BCe 4/4 1–14 und den Gepäcktriebwagen Fe 2/2 51. Seine elektrische Ausrüstung entsprach derjenigen der Triebwagen, wies aber nur zwei statt vier Fahrmotoren auf. Um 1921 erhielt der BCe 4/4 13 die neue Nummer 15, weil er von abergläubischen Fahrgästen nicht bestiegen wurde.
Als 1943 die RhB mit der Berninabahn fusionierte, übernahm sie deren inzwischen veralteten Fahrzeugpark. 1956 wurden die BCe 4/4 in ABe 4/4 umbezeichnet. Ein Teil der Triebwagen wurde in den Jahren 1946 bis 1960 modernisiert und in ABe 4/4 I 31–37 umnummeriert (siehe unten).

## ABe 4/4 23
1911 stellte die Berninabahn die BCFe 4/4 21–23 in Betrieb. Sie entsprachen elektrisch den BCe 4/4 1–14, hatten jedoch einen längeren Wagenkasten, der in der Mitte ein Gepäckabteil enthielt. Die Triebwagen Nr. 21 und 22 wurden in den Jahren 1949 und 1953 modernisiert sowie als BCFe 4/4 38 und BCe 4/4 30 und ab 1956 als ABDe 4/4 38 und ABe 4/4 I 30 bezeichnet. Beim verbliebenen Triebwagen Nr. 23 wurde 1956 der Wagenkasten erneuert und auf Kosten des Gepäckabteils die zweite Klasse vergrössert, so dass er die Bezeichnung ABe 4/4 23 erhielt.
→ Siehe auch RhB ABe 4/4 I

## ABe 4/4 I 31–37

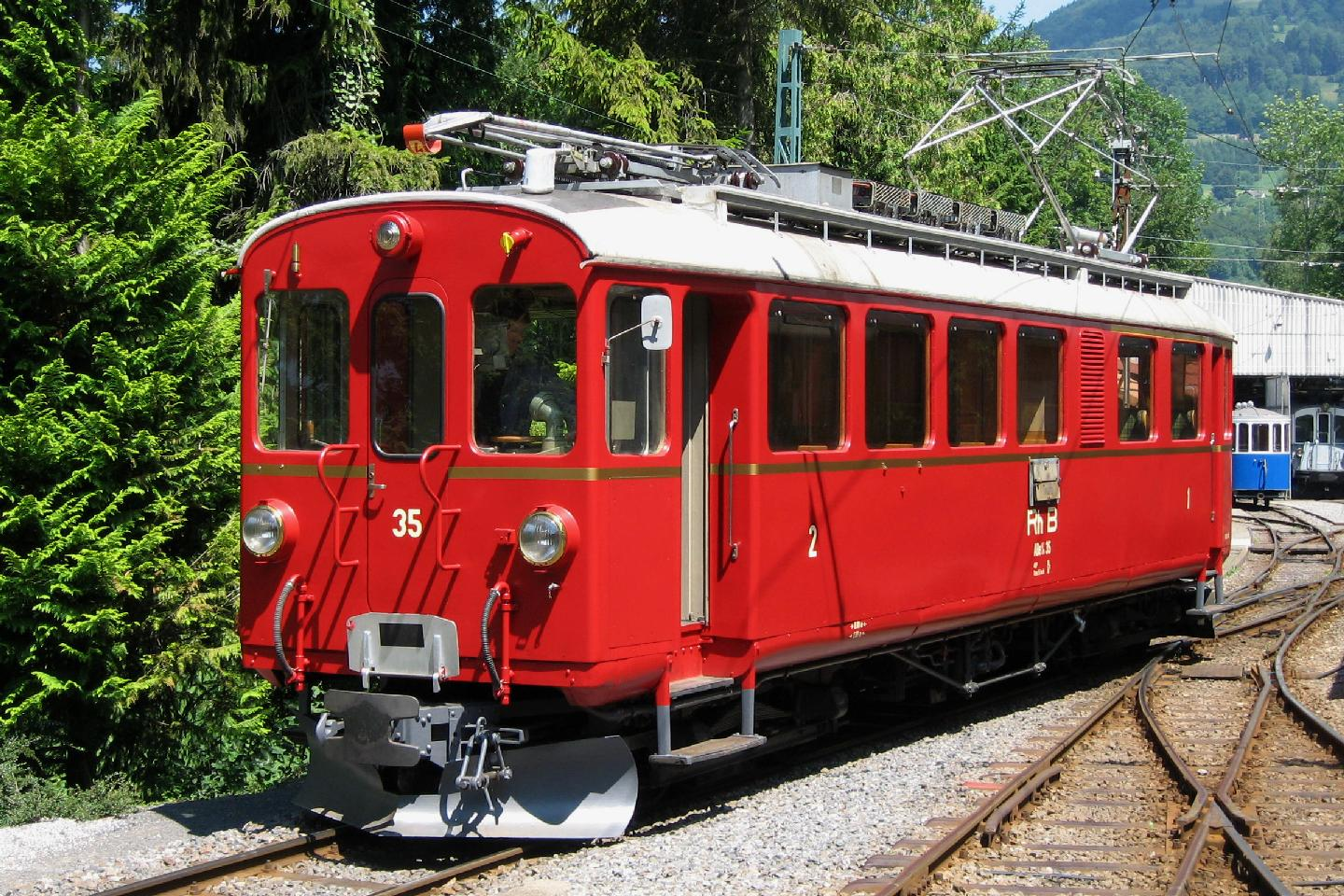
ABe 4/4 I 35

Die ABe 4/4 I 31–34 entstanden 1946/47 durch Umbau der aus den Jahren 1908 und 1909 stammenden ABe 4/4 1, 2, 5, und 4. Die Triebwagen erhielten eine vollständig neue elektrische Ausrüstung, mit der sie auch auf der damals mit 2400 Volt Gleichstrom elektrifizierten Arosabahn fahren konnten. So bewältigte die RhB die sommerlichen Verkehrsspitzen am Bernina und den starken Winterverkehr nach Arosa.
1949/50 modernisierte die RhB die ABe 4/4 10, 14 und 12 mit einer neuen, noch etwas leistungsfähigeren elektrischen Ausrüstung und bezeichnete sie als ABe 4/4 I 35–37. Sie wurden lediglich für die Berninalinie mit 1000 Volt Gleichstrom ausgelegt, weil nun für die Arosabahn genügend Fahrzeuge vorhanden waren.

## ABe 4/4 II 41–49

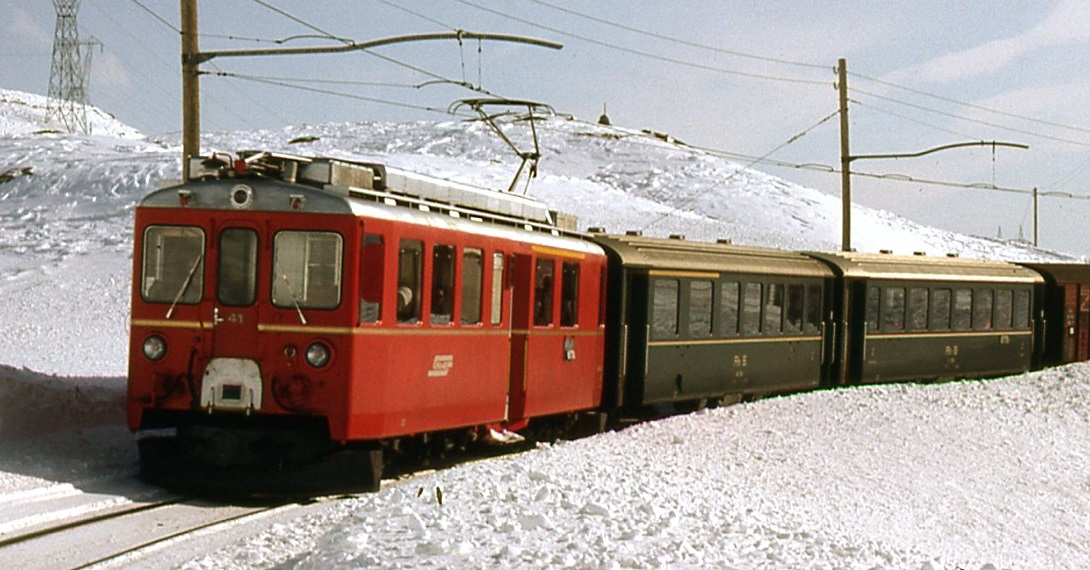
ABe 4/4 II 41

Mit den 1964/65 abgelieferten ABe 4/4 II 41–46 konnte die RhB den Betrieb auf der Berninalinie stark rationalisieren und beschleunigen. Die damals sehr modernen Triebwagen waren die ersten neuen Triebfahrzeuge, die die RhB für die Berninastrecke beschaffte. Die Regelung der Geschwindigkeit erfolgt mit einer elektropneumatischen Hüpfersteuerung. 1973 wurden drei weitere ABe 4/4 II der gleichen Bauart geliefert.

## ABe 4/4 III 51–56

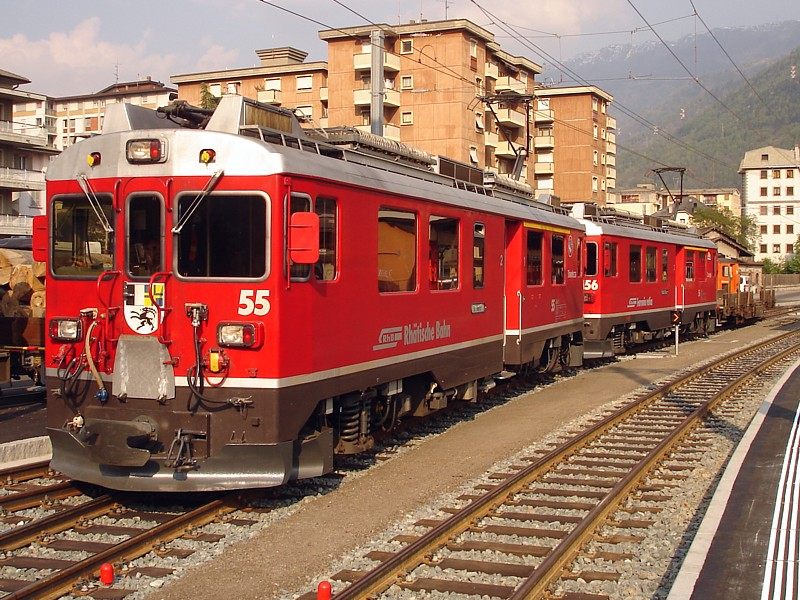
ABe 4/4 III 55 und 56

1988 und 1990 beschaffte die RhB je drei ABe 4/4 III für die Berninabahn, um den Fahrzeugpark zu modernisieren und die Zunahme des Personen- und Güterverkehrs zu bewältigen. Sie waren damals die ersten RhB-Triebfahrzeuge in Umrichtertechnik mit Drehstrom-Asynchronmotoren und gehören weltweit zu den ersten Gleichstromtriebfahrzeugen mit GTO-Thyristoren.

## ABe 4/4 487–488

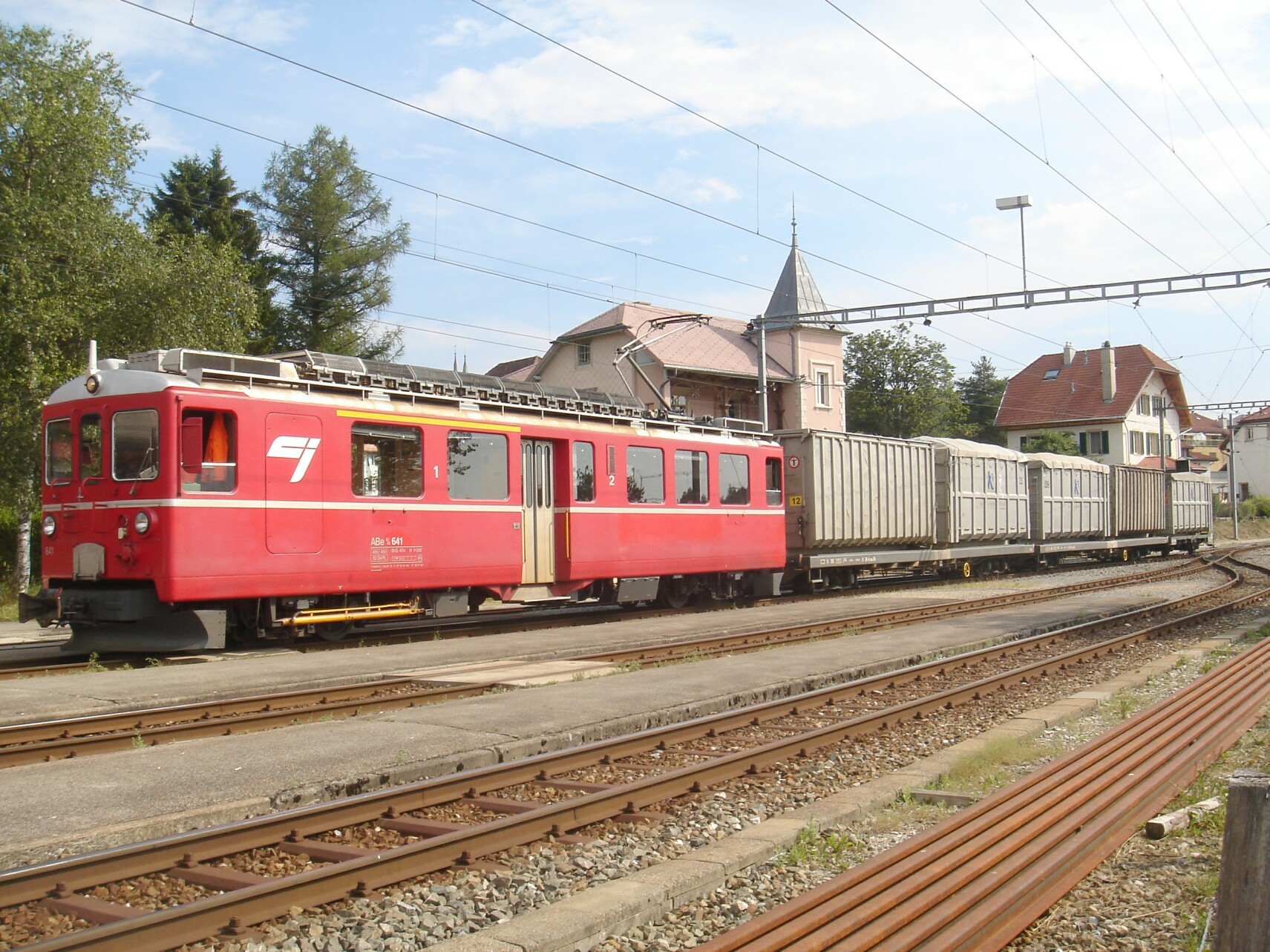
CJ ABe 4/4 641

Die ABe 4/4 487 und 488 für die Strecke Chur–Arosa wurden 1973 von SWS und SAAS geliefert. Im mechanischen Teil lehnen sich die 16,97 Meter langen Fahrzeuge an die ABe-4/4-II-Triebwagen der Berninabahn an. Um eine Kollision mit den Dachruten zu vermeiden, sind die Einholmstromabnehmer jedoch mit dem Gelenk nach innen statt nach aussen montiert. Die elektrische Ausrüstung mit Hüpfersteuerung und deren Leistung entsprechen den ABDe 4/4 481–486, mit denen sie auch vielfachsteuerbar sind. Ein Triebwagen erhielt die neu gewickelten Motoren des abgebrochenen ABDe 4/4 487, der andere erhielt gleiche, von der RhB nachgebaute Motoren. Um die Triebwagen ausserhalb der Wintersaison auf dem Stammnetz einsetzen zu können, bereitete man die elektrische Ausrüstung so vor, dass ein Einsatz unter Wechselstrom mit einem Transformator-Gleichrichter-Steuerwagen möglich gewesen wäre.
Nach der Umstellung der Fahrleitungsspannung der Arosalinie von 2400 Volt Gleichstrom auf 11'000 Volt Wechselstrom im November 1997 hatte die RhB keine Verwendung mehr für die beiden Triebwagen. Sie wurden 1999 von den Chemins de fer du Jura (CJ) übernommen und an das neue Einsatzgebiet angepasst. Seit April 2000 befördert der ABe 4/4 641 im RhB-Anstrich Kehrichtcontainerzüge im Jura. 2001 folgte der ABef 4/4 642, der mit einer Funkfernsteuerung ausgestattet wurde. Triebwagen 641 wurde 2002 analog zum ABef 4/4 umgebaut. Die Triebwagen wurden in den Jahren 2015 (642) bzw. 2017 (641) abgebrochen.

## ABe 4/4 501–504

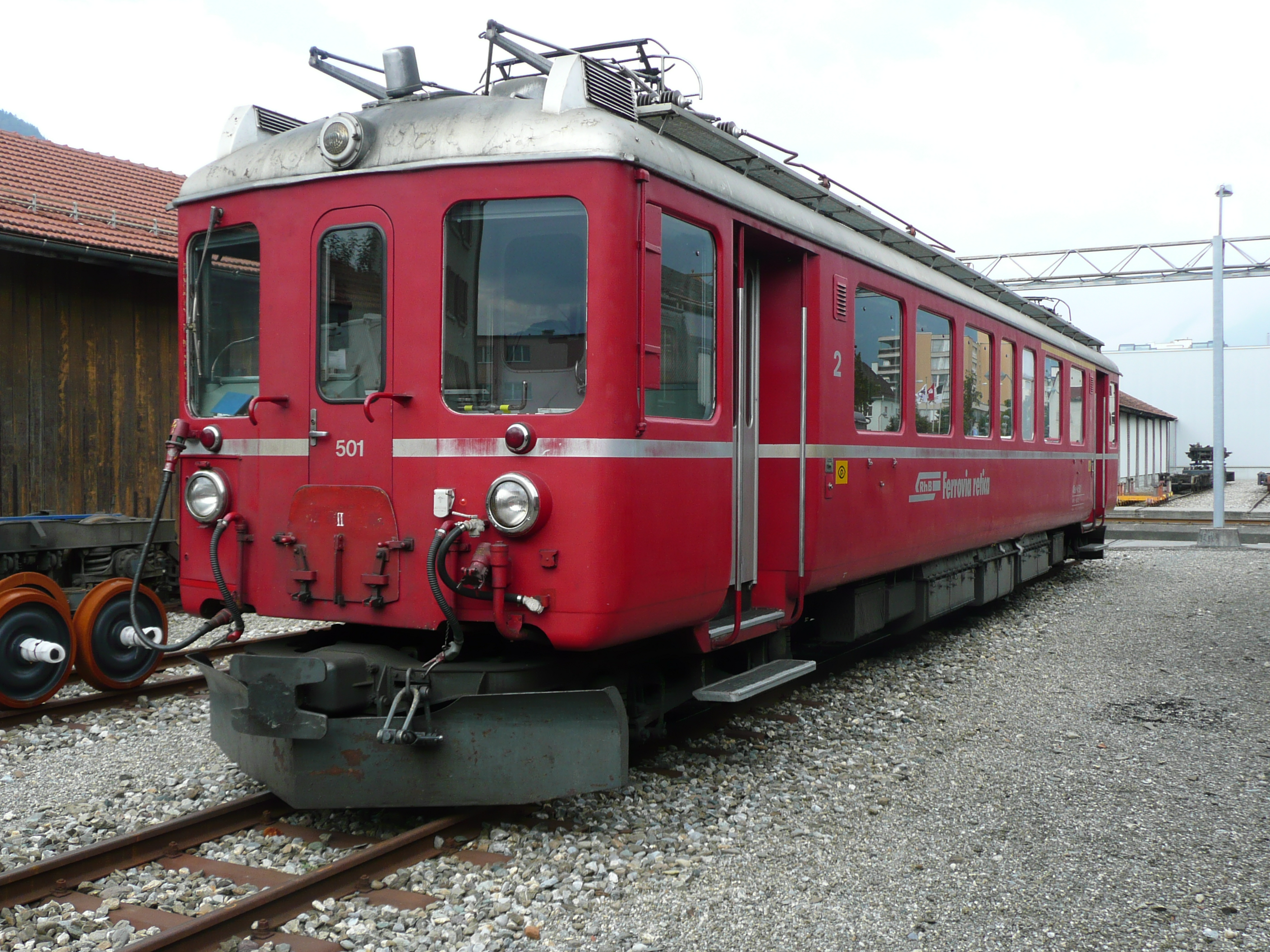
ABe 4/4 501

Für den Betrieb auf dem mit 11'000 Volt Wechselstrom elektrifizierten Stammnetz beschaffte die RhB 1939/40 die vier BCe 4/4 501–504. Es handelt sich um die ersten Schmalspurtriebwagen mit einer relativ leistungsfähigen Wechselstromausrüstung. Mit der Abschaffung der dritten Wagenklasse erhielten die vier Fahrzeuge die Bezeichnung ABe 4/4 501–504.

## Technische Daten
| RhB ABe 4/4                                         | RhB ABe 4/4              | RhB ABe 4/4            | RhB ABe 4/4                                    | RhB ABe 4/4                                    | RhB ABe 4/4                | RhB ABe 4/4             | RhB ABe 4/4            | RhB ABe 4/4             | RhB ABe 4/4                                  | RhB ABe 4/4         |        |
| --------------------------------------------------- | ------------------------ | ---------------------- | ---------------------------------------------- | ---------------------------------------------- | -------------------------- | ----------------------- | ---------------------- | ----------------------- | -------------------------------------------- | ------------------- | ------ |
| Bauartbezeichnung:                                  | ABe 4/4                  | ABe 4/4                | ABe 4/4 I                                      | ABe 4/4 I                                      | ABe 4/4 I                  | ABe 4/4 II              | ABe 4/4 II             | ABe 4/4 III             | ABe 4/4                                      | ABe 4/4             |        |
| Nummerierung:                                       | 1–12, 14, 15             | 23                     | 30                                             | 31–34                                          | 35–37                      | 41–46                   | 47–49                  | 51–56                   | RhB: 487, 488 CJ: 641, 642                   | 501–504             |        |
| Hersteller:                                         | SIG, Alioth              | SIG, Alioth            | SIG, SAAS                                      | SIG, SAAS                                      | SIG, SAAS, MFO             | SWS, SAAS, BBC          | SWS, SAAS, BBC         | SLM, ABB                | SWS, SAAS, BBC                               | SWS, BBC, MFO       |        |
| Baujahr:                                            | 1–10: 1908 11...15: 1909 | 1911                   | 1911                                           | 1908                                           | 35: 1908 36–37: 1909       | 41–45: 1964/65 46: 1965 | 1972                   | 51–53: 1988 54–56: 1990 | 1973                                         | 1939/40             |        |
| Umbau:                                              | –                        | –                      | 1953                                           | 1946/47                                        | 35: 1949 36: 1950 37: 1951 | –                       | –                      | –                       | 641: 2000 642: 2001                          | –                   |        |
| Ausmusterung:                                       | ab 1965                  | 1969                   | –                                              | ab 2009                                        | ab 1976                    | 2010                    | –                      | –                       | 1997 / ab 2015                               | ab 1998             |        |
| Achsformel:                                         | B0'B0'                   | B0'B0'                 | B0'B0'                                         | B0'B0'                                         | B0'B0'                     | B0'B0'                  | B0'B0'                 | B0'B0'                  | B0'B0'                                       | B0'B0'              | B0'B0' |
| Länge über Puffer:                                  | 14'660 mm                | 14'660 mm              | 14'660 mm                                      | 13'930 mm                                      | 13'930 mm                  | 16'450 mm               | 16'886 mm              | 16'886 mm               | 17'190 mm                                    | 18'000 mm           |        |
| Gesamtradstand:                                     | 10'750 mm                | 10'750 mm              | 10'750 mm                                      | 10'000 mm                                      | 10'000 mm                  | 13'200 mm               | 13'530 mm              |                         | 13'730 mm                                    | 15'10 mm            |        |
| Dienstmasse:                                        | 30 t                     | 31 t                   | 31 t                                           | 30 t                                           | 30 t                       | 41 t                    | 43 t                   | 47 t                    | 45,0 t                                       | 39 t                |        |
| Höchstgeschwindigkeit:                              | 45 km/h                  | 45 km/h                | 55 km/h                                        | 55 km/h                                        | 55 km/h                    | 65 km/h                 | 65 km/h                | 65 km/h                 | 65 km/h                                      | 70 km/h             |        |
| Stundenleistung:                                    | 338 kW                   | 338 kW                 | BB: 382 kW ChA: 419 kW                         | BB: 382 kW ChA: 419 kW                         | 427 kW                     | 677 kW                  | 677 kW                 | 1016 kW                 | ChA: 500 kW CJ: 720 kW                       | 441 kW              |        |
| Anfahrzugkraft:                                     | 74 kN                    | 74 kN                  | 102 kN                                         | 102 kN                                         | 102 kN                     | 142 kN                  | 142 kN                 | 178 kN                  | 129 kN                                       | 78 kN               |        |
| Stundenzugkraft:                                    | 56 kN bei 21,7 km/h      | 56 kN bei 21,7 km/h    | BB: 55 kN bei 25 km/h ChA: 55 kN bei 27,5 km/h | BB: 55 kN bei 25 km/h ChA: 55 kN bei 27,5 km/h | 56 kN bei 27,2 km/h        | 106 kN bei 22,7 km/h    | 106 kN bei 22,7 km/h   | 108 kN bei 34 km/h      | ChA: 72 kN bei 25 km/h CJ: 74 kN bei 35 km/h | 38 kN bei 41,8 km/h |        |
| Triebraddurchmesser:                                | 850 mm                   | 850 mm                 | 850 mm                                         | 850 mm                                         | 850 mm                     | 920 mm                  | 920 mm                 |                         | 920 mm                                       | 850 mm              |        |
| Stromsystem:                                        | 1000 V = (Berninabahn)   | 1000 V = (Berninabahn) | 1000 V = (Berninabahn) 2400 V = (Chur–Arosa)   | 1000 V = (Berninabahn) 2400 V = (Chur–Arosa)   | 1000 V = (BB)              | 1000 V = (Berninabahn)  | 1000 V = (Berninabahn) | 1000 V = (Berninabahn)  | 2400 V = (Chur–Arosa) 1500 V = (CJ)          | 11 kV, 16,7 Hz      |        |
| Anzahl Fahrmotoren:                                 | 4                        | 4                      | 4                                              | 4                                              | 4                          | 4                       | 4                      | 4                       | 4                                            | 4                   | 4      |
| Übersetzungsverhältnis:                             | 1 : 4,5                  | 1 : 4,5                | 1 : 5,75                                       | 1 : 5,75                                       | 1 : 5,75                   | 1 : 5,75                | 1 : 5,75               |                         | 1 : 4,833                                    | 1 : 6,07            |        |
| Sitzplätze 1. Klasse: 2. Klasse: Klappsitze: Total: | 12 31 43                 | 12 31 43               | 12 29 41                                       | 12 27 39                                       | 12 31 43                   | 12 24 4 40              | 12 24 4 40             | 40                      | 12 24 2 38                                   | 12 28 40            |        |
| Quelle:                                             | [ 5 ]                    | [ 5 ]                  | [ 5 ]                                          | [ 5 ]                                          | [ 5 ]                      | [ 5 ]                   | [ 5 ]                  | [ 1 ]                   | [ 3 ]                                        | [ 5 ]               |        |